# Фостер, Дайан
Дайан Фостер (англ. Dianne Foster), имя при рождении Ольга Хелен Ларуска (англ.  Olga Helen Laruska; 31 октября 1928 — 27 июля 2019) — канадская актриса, известная по ролям в голливудских фильмах 1950-х годов, а также по работе на телевидении.
На протяжении 1950-х годов Фостер сыграла в таких фильмах, как «Плохи друг для друга» (1953), «Поездка по кривой дороге» (1954), «Три часа на убийство» (1954), «Человек из Кентукки» (1955), «Жестокие люди» (1955), «Опасный перегон» (1957), «Братья Рико» (1957), «Обезьяна на моей спине» (1957), «Последний салют» (1958) и «Морская могила» (1958).

## Ранние годы жизни и начало карьеры
Дайан Фостер, имя при рождении Ольга Хелен Ларуска, родилась 31 октября 1928 года в Эдмонтоне, Канада, в семье канадцев украинского происхождения.
Она начала театральную карьеру, выступая в школьных постановках и спектаклях местного театра. В 1941 году 13-летняя Фостер дебютировала на сцене в спектакле по пьесе Джеймса Барри «Что знает каждая женщина». В 14 лет в Эдмонтоне она начала выступать на радио. По настоянию своего педагога Фостер поступила на учёбу в Университет Альберты в Эдмонтоне, где специализировалась на драматическом искусстве.
Позднее Фостер работала в Торонто в качестве модели, одновременно выступая как актриса на радио и на сцене. Она стала одной из ведущих радиозвёзд Канады, играя, в частности, на Радио Люксембург в криминальном сериале «Приключения Гарри Лайма» с Орсоном Уэллсом в заглавной роли, который был поставлен по мотивам фильма «Третий человек» (1949). Накопив достаточно денег, в 1951 году Фостер отправилась в Великобританию с намерением продолжить образование и найти там работу. В тот же год она получила роль в спектакле «Лощина» по пьесе Агаты Кристи, с котором позднее гастролировала по стране. После совместной работы на радио, Уэллс взял Фостер в свой спектакль «Отелло» в лондонском Вест-Энде, где она играла роль Бьянки. Главные роли играли сам Уэллс и Питер Финч, а постановку осуществил Лоренс Оливье.
В 1951 году Фостер также начала сниматься в кино, в частности, она сыграла коварную бывшую подружку в криминальной мелодраме «Тихая женщина» (1951) и соблазнительницу в детективе «Потерянные часы» (1952) с Марком Стивенсом в главной роли. В 1953 году в Британии вышли ещё два фильма с её участием — романтическая комедия «Разве жизнь не прекрасна» (1953), где она сыграла высокомерную американскую наследницу, и криминальный триллер «Стальной ключ» (1953).

## Карьера в Голливуде
В 1953 году Фостер переехала в США, где после появления в одном из эпизодов телесериала «Театр четырёх звёзд» сразу же подписала контракт со студией Columbia Pictures. Её первой картиной стала мелодрама «Плохи друг для друга» (1953), в которой главный герой, врач Том Оуэн (Чарльтон Хестон) бросает простую девушку Джоан Лэшер (её сыграла Фостер) ради дамы из общества (Лизабет Скотт), переезжает в большой город и открывает шикарную клинику. Но затем он пересматривает свои взгляды на жизнь и открывает медицинскую практику в шахтёрском городке, где медсестрой работает Джоан.
Её следующей картиной стал фильм нуар «Поездка по кривой дороге» (1954). Он рассказывал о порядочном и застенчивом автомеханике и гонщике-любителе Эдди Шенноне (Микки Руни), которого двое преступников, используя чары роковой женщины (Фостер), втягивают в ограбление банка. По мнению историка кино Майкла Кини, в этой картине «Руни выдаёт на удивление чувственную игру в качестве влюблённого автомеханика, а Фостер отлична в роли роковой женщины, угрызения совести которой могут стоит Руни жизни» . Пол Мэвис написал об игре Фостер, что она «далеко не клишированная нуаровая паучиха, роковая женщина, плохая от начала и до конца без какого-либо морального исправления». Наоборот, она «предстаёт мучительно противоречивой девушкой. Демонстрируя свои эмоциональные колебания, Фостер выстраивает хрупкий, но убедительный образ». У зрителя не возникает сомнений по поводу того, «что ей действительно жаль „одинокого маленького зверька“ Эдди. Одновременно зритель принимает и то, что в первую очередь она хочет получить деньги для хорошей жизни», не задумываясь о той суровой участи, которая ожидает Эдди. Как далее пишет Мэвис, «к концу фильма роковая женщина окончательно превращается в хорошую девушку. Она чувствует себя ужасно в отношении того, что они сделали с Эдди и она ненавидит главаря банды (Кевин Маккарти)», в которого ещё недавно была влюблена, «но всё равно она остаётся с ним». Хэл Эриксон обратил внимание на «притягательность и сексуальность» актрисы в этом фильме, а Стаффорд написал, что «неотразимую роковую женщину играет Дайан Фостер, крайне привлекательная и талантливая актриса, которая так и не поднялась до звёздного статуса, несмотря на впечатляющую игру в фильмах нуар „Плохие друг для друга“ (1953) и „Братья Рико“ (1957)».
В том же году Фостер исполнила роль симпатичной девушки, помогающей главному герою (Дэна Эндрюс) разоблачить убийцу, в вестерне «Три часа на убийство» (1954). В военной драме «Бамбуковая тюрьма» (1954), действие которой происходит в лагере для военнопленных во время Корейской войны, Фостер сыграла бывшую балерину и жену перебежчика-специалиста по промыванию мозгов, которая передаёт ценные сведения американской разведке. Год спустя актриса сыграла главные женские роли в двух вестернах категории А — «Жестокие люди» (1955) с Гленном Фордом и «Человек из Кентукки» (1955) с Бёртом Ланкастером. В 1955 году фотография Фостер была опубликована на обложке журнала Picturegoer.
В биографической драме «Обезьяна на моей спине» (1957) о боксёре Барни Россе, который во время Второй мировой войны пристрастился к наркотикам, опустившись на дно, а затем начал новый подъём, Фостер «оказала умелую поддержку» актёру Камерону Митчеллу, исполнившему главную роль, «с большим чувством сыграв жену боксёра». В том же году она сыграла главную женскую роль в вестерне «Ночной проход» (1957) с Джеймсом Стюартом и Оди Мёрфи, а в криминальном триллере «Братья Рико» (1957) она была обеспокоенной женой главного героя (Ричард Конте), бывшего мафиози, избравшего честную жизнь, однако вынужденного исполнять приказы своего бывшего босса. Журнал Variety в своей рецензии на этот фильм оценил «игру всех актёров как первоклассную». По мнению журнала, особенно выделяется Конте в роли человека, который «теряет последние иллюзии, узнав о том, что глава синдиката, которого он воспринимал как близкого члена семьи, приказывает ему казнить своего брата. Обоим „дамам“ достаётся сравнительно мало работы, однако и Дайан Фостер в роли жены Конте, и Кэтрин Грант в роли жены его брата играют так, что на их работу обращаешь внимание».

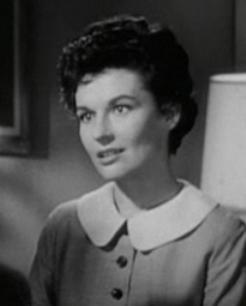
Дайан Фостер в трейлере фильма «Последний салют» (1958)

Затем последовала последняя по-настоящему большая картина Фостер, политическая ироническая драма Джона Форда «Последний салют» (1958), в которой сыграли такие звёзды, как Спенсер Трейси, Пэт О’Брайен и Бэзил Рэтбоун. В этой почти полностью мужской картине Фостер сыграла роль молодой жены племянника мэра, который работает журналистом в оппозиционной газете. Сначала героиня Фостер не принимает взглядов мэра, но затем проникается к нему симпатией. По мнению Эриксона, «это была самая запоминающаяся роль Фостер на студии Columbia».
В 1958 году Фостер была партнёршей Алана Лэдда в военной драме «Морская могила» (1958) и сыграла небольшую роль в криминальной комедии Джона Форда «День Гидеона» (1958). В 1961 году она исполнила роль жены знаменитого гангстера Арнольда Ротштейна в биографической криминальной драме «Король ревущих 20-х: История Арнольда Ротштейна» (1961), а в 1963 году она последний раз сыграла в кино в комедии с участием Дина Мартина «Кто спал в моей постели?» (1963).

## Карьера на телевидении
В период с 1952 по 1966 год Фостер сыграла на телевидении в 61 эпизоде 49 различных сериалов, среди них «Театр четырёх звёзд» (1952), «Маркэм» (1959), «Речная лодка» (1960), «Стрелок Слейд» (1960), «Караван повозок» (1960), «Бонанза» (1960), «Помощник шерифа» (1960), «Питер Ганн» (1960), «Истории Уэллс-Фарго» (1960—1962), «Гавайский глаз» (1960—1963), «Сансет-стрип, 77» (1960—1963), «Есть оружие — будут путешествия» (1961), «Ларами» (1961), «Детективы» (1962), «Дымок из ствола» (1962), «Перри Мейсон» (1962—1966), «Бен Кейси» (1963—1965), «Станция Юбочкино» (1964), «Три моих сына» (1964—1965), «Беглец» (1965), «Большая долина» (1966), «Зелёные просторы» (1966), «Дикий дикий запад» (1966) и других.

## Актёрское амплуа и оценка творчества
Как отмечает историк кино Гэри Брамбург, Фостер была «соблазнительной и миловидной актрисой», которая начала свою кинокарьеру со «вторых главных ролей „плохой девушки“ в британских фильмах категории В». Переехав в 1953 году в США, Фостер зарекомендовала себя, как «исполнительница главных и вторых главных ролей в фильмах 1950—1960-х годов». Хотя «большинство её фильмов были стандартными остросюжетными картинами, актриса обеспечивала приятное отвлечение от суровых событий, происходящих вокруг неё». Иногда, по словам Брамбурга, Фостер доставались и «значительно более содержательные роли». В частности, она «хорошо сыграла в таких вестернах, как „Три часа на убийство“ (1954), „Жестокие люди“ (1955) и „Опасный перегон“ (1957). Она также очень хорошо показала себя в криминальной драме „Братья Рико“ (1957), сыграв жену бывшего мафиози, которая пытается сделать всё возможное, чтобы отгородить мужа от мафии».

## Личная жизнь
В 1951 году в Лондоне Фостер вышла замуж за редактора отдела драмы Канадской радиовещательной корпорации Эндрю Аллена. В марте 1952 года Аллен вернулся в Канаду, в то время как Фостер осталась в Лондоне, так как заключила пятилетний контракт с британской кинокомпанией. В 1953 году они развелись.
В 1954 году Фостер вышла замуж за голливудского радио- и телесценариста Джоэла А. Маркотта. В феврале 1956 года у неё родились близнецы — сын Джейсон и дочь Джоди. В 1956 году она подала на развод с Маркоттом. Позднее пара ещё дважды сходилась и расходилась, пока окончательно не развелась в 1959 году.
В 1961 году Фостер вышла замуж за дантиста из Ван Найса, доктора Харольда Роу, и в ноябре 1963 года у пары родился сын Дастин Луис Роу. В 1994 году Роу умер.
После ухода из кино Фостер посвятила себя семье и детям, кроме того, она серьёзно занималась живописью.

## Смерть
Дайан Фостер умерла 27 июля 2019 года в Хидден-Хилс, Калифорния.

## Фильмография
| Год       |   | Русское название                     | Оригинальное название                                   | Роль                               |
| --------- | - | ------------------------------------ | ------------------------------------------------------- | ---------------------------------- |
| 1951      | ф | Тихая женщина                        | The Quiet Woman                                         | Хелен                              |
| 1952      | ф | Потерянные часы                      | The Lost Hours                                          | Дайэнн Ригли                       |
| 1952      | с | Театр четырёх звёзд                  | Four Star Playhouse                                     | Лора (1 эпизод)                    |
| 1953      | ф | Плохие друг для друга                | Bad for Each Other                                      | Джоан Лэшер                        |
| 1953      | ф | Стальной ключ                        | The Steel Key                                           | Сильвия Ньюман                     |
| 1953      | с | Дуглас Фербэнкс-младший представляет | Douglas Fairbanks, Jr., Presents                        | Эльза (1 эпизод)                   |
| 1954      | ф | Поездка по кривой дороге             | Drive a Crooked Road                                    | Барбара Мэтьюз                     |
| 1954      | ф | Три часа на убийство                 | Three Hours to Kill                                     | Крис Палмер                        |
| 1954      | ф | Разве жизнь не чудесна!              | Isn't Life Wonderful!                                   | Вирджиния ван Стуйден              |
| 1954      | ф | Бамбуковая тюрьма                    | The Bamboo Prison                                       | Таня Клейтон                       |
| 1954      | ф | Трое – это компания                  | Three's Company                                         | Эльза                              |
| 1955      | ф | Жестокие люди                        | The Violent Men                                         | Джудит Уилкинсон                   |
| 1955      | ф | Человек из Кентукки                  | The Kentuckian                                          | Хана Болен                         |
| 1956      | с | Театр знаменитостей                  | Celebrity Playhouse                                     | (1 эпизод)                         |
| 1956      | с | Телевизионный театр «Форд»           | The Ford Television Theatre                             | Риа Пауэлл (1 эпизод)              |
| 1956      | с | Театр звёзд «Шеврон»                 | Chevron Hall of Stars                                   | (1 эпизод)                         |
| 1957      | ф | Обезьяна на моей спине               | Monkey on My Back                                       | Кэти Холланд                       |
| 1957      | ф | Опасный перегон                      | Night Passage                                           | Шарлотт Дрю, Чарли                 |
| 1957      | ф | Братья Рико                          | The Brothers Rico                                       | Эллис Рико                         |
| 1958      | ф | Морская могила                       | The Deep Six                                            | Сьюзен Кэхилл                      |
| 1958      | ф | День Гидеона                         | Gideon's Day                                            | Джоанна Делафилд                   |
| 1958      | ф | Последний салют                      | The Last Hurrah                                         | Мов Колфилд                        |
| 1959      | с | Маркэм                               | Markham                                                 | Фрайдэй Бозман (1 эпизод)          |
| 1960      | с | Речная лодка                         | Riverboat                                               | Марианн Темплтон (1 эпизод)        |
| 1960      | с | Сухопутный маршрут                   | Overland Trail                                          | Хелен Джексон (1 эпизод)           |
| 1960      | с | Театр «Дженерал Электрик»            | General Electric Theater                                | Антуанетт «Тони» Уоррен (1 эпизод) |
| 1960      | с | Стрелок Слейд                        | Shotgun Slade                                           | Дженни Дюпре (1 эпизод)            |
| 1960      | с | Караван повозок                      | Wagon Train                                             | Лесли Айверс (1 эпизод)            |
| 1960      | с | Бит Бурбон-стрит                     | Bourbon Street Beat                                     | Мерсиа Стерлинг (1 эпизод)         |
| 1960      | с | Триллер                              | Thriller                                                | Джуди Паттерсон (1 эпизод)         |
| 1960      | с | Бонанза                              | Bonanza                                                 | Джойс Эдвардс (1 эпизод)           |
| 1960      | с | Помощник шерифа                      | The Deputy                                              | Лу Харрис (1 эпизод)               |
| 1960      | с | Питер Ганн                           | Peter Gunn                                              | Кэтрин Хартли (1 эпизод)           |
| 1960      | с | Ревущие 20-е                         | The Roaring 20's                                        | Зена Лоуренс (1 эпизод)            |
| 1960—1961 | с | Вне закона                           | Outlaws                                                 | разные роли (2 эпизода)            |
| 1960—1962 | с | Истории Уэллс-Фарго                  | Tales of Wells Fargo                                    | разные роли (2 эпизода)            |
| 1960—1963 | с | Гавайский глаз                       | Hawaiian Eye                                            | разные роли (2 эпизода)            |
| 1960—1963 | с | Сансет-стрип, 77                     | 77 Sunset Strip                                         | разные роли (2 эпизода)            |
| 1961      | ф | Король яростных 20-х                 | King of the Roaring 20's: The Story of Arnold Rothstein | Кэролин Грин Ротштейн              |
| 1961      | с | Есть оружие – будут путешествия      | Have Gun - Will Travel                                  | Марион Саттер (1 эпизод)           |
| 1961      | с | Ларами                               | Laramie                                                 | Элли Джейкобс (1 эпизод)           |
| 1961      | с | Дорога 66                            | Route 66                                                | Анита Дельгадо (1 эпизод)          |
| 1961      | с | Бриллиантовый король                 | King of Diamonds                                        | Сью Беннетт (1 эпизод)             |
| 1961      | с | Шах и мат                            | Checkmate                                               | разные роли (2 эпизода)            |
| 1961—1962 | с | Автобусная остановка                 | Bus Stop                                                | разные роли (2 эпизода)            |
| 1962      | с | Детективы                            | The Detectives                                          | Элинор Карран (1 эпизод)           |
| 1962      | с | Дымок из ствола                      | Gunsmoke                                                | Корнелия Конрад (1 эпизод)         |
| 1962      | с | Одиннадцатый час                     | The Eleventh Hour                                       | Фэй Тайнер (1 эпизод)              |
| 1962      | с | Шоу Ллойда Бриджеса                  | The Lloyd Bridges Show                                  | Вирджиния Мэтрон (1 эпизод)        |
| 1962—1963 | с | Театр тайн «Крафта»                  | Kraft Mystery Theater                                   | разные роли (2 эпизода)            |
| 1962—1966 | с | Перри Мейсон                         | Perry Mason                                             | разные роли (4 эпизода)            |
| 1963      | ф | Кто спал на моей кровати?            | Who's Been Sleeping in My Bed?                          | Мона Кауфман                       |
| 1963      | с | Галантные мужчины                    | The Gallant Men                                         | графиня (1 эпизод)                 |
| 1963      | с | Идти своим путём                     | Going My Way                                            | Эдит Седжуик (1 эпизод)            |
| 1963—1965 | с | Бен Кейси                            | Ben Casey                                               | разные роли (2 эпизода)            |
| 1964      | с | Переломный момент                    | Breaking Point                                          | Дебора Филлипс (1 эпизод)          |
| 1964      | с | Станция Юбочкино                     | Petticoat Junction                                      | Филлис Марш (1 эпизод)             |
| 1964—1965 | с | Три моих сына                        | My Three Sons                                           | разные роли (2 эпизода)            |
| 1965      | с | Мошенники                            | The Rogues                                              | Эллис Сингер (1 эпизод)            |
| 1965      | с | Беглец                               | The Fugitive                                            | Дженис Каммингс (1 эпизод)         |
| 1965      | с | Люди Слэттери                        | Slattery's People                                       | Клодия Стрикленд (1 эпизод)        |
| 1966      | с | Хани Вест                            | Honey West                                              | Мэгги Линч (1 эпизод)              |
| 1966      | с | Большая долина                       | The Big Valley                                          | Тереза (1 эпизод)                  |
| 1966      | с | Зелёные акры                         | Green Acres                                             | Эмми Коллинз (1 эпизод)            |
| 1966      | с | Дикий дикий запад                    | The Wild Wild West                                      | Аманда Вотрейн (1 эпизод)          |